# Универзитет Бар Илан
Универзитет Бар Илан (хебр. אוניברסיטת בר-אילן) је државни универзитет у Рамат Гану. Основан 1955. године, друга је академска институција по броју студената у Израелу.
Мисија Бар Илана је да „помеша јеврејску традицију са модерним технологијама и ученошћу, а Универзитет настоји да подучава јеврејско наслеђе свим својим студентима, истовремено пружајући академско образовање.”